# لاله
لاله بوركريم (بالفارسية: لاله پورکریم) وتُعرف أكثر باسمها الفني لاله (مواليد 10 يونيو/حزيران 1982 في بندر أنزلي في إيران) هي فنانة إيرانية-سويدية متعددة المواهب تقومُ بالإضافة للغناء  بتأليف الكلمات والتلحين والإنتاج والتمثيل. هاجرت لاله إلى السويد مع عائلتها عندما كان عمرها عشرة سنين واستقرت هناك حيثُ بنت مسيرتها المهنيّة في المجال الفنّي بشكلٍ عام والموسيقي بشكلٍ خاص.

## روابط خارجية
- لاله على موقع IMDb (الإنجليزية)
- لاله على موقع روتن توميتوز (الإنجليزية)
- لاله على موقع ألو سيني (الفرنسية)
- لاله على موقع ميوزك برينز (الإنجليزية)
- لاله على موقع أول موفي (الإنجليزية)
- لاله على موقع قاعدة بيانات الأفلام السويدية (السويدية)
- لاله على موقع أول ميوزيك (الإنجليزية)
- لاله على موقع ديسكوغز (الإنجليزية)
- لاله على موقع ديسكوغز (الإنجليزية)
- لاله على موقع قاعدة بيانات الفيلم (الإنجليزية)